# 墨西哥鮰
墨西哥鮰為輻鰭魚綱鯰形目北美鯰科的其中一種，分布於中美洲墨西哥Rio Ixtla的淡水流域。